# Symbole Kanady

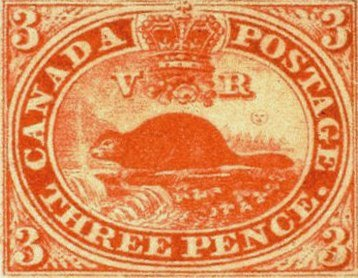
Pierwszy znaczek kanadyjski słynny Trzypensowy Bóbr zaprojektowany przez Sandforda Fleminga

Symbole Kanady – obok flagi Kanady, herbu Kanady i hymnu Kanady inne nieoficjalne, lecz często powtarzające się w kanadyjskiej ikonografii symbole.
Bóbr był i ciągle jest powszechnie występującym zwierzęciem w Kanadzie. Z nim też związany był rozkwit kolonii. Bobrowe skórki cieszyły się wielkim powodzeniem na rynkach zbytu. Bóbr był również symbolem sprytu, przemyślności i inteligencji. „Inżynierskie” zdolności tego zwierzęcia, jego siła przetrwania i pracowitość charakteryzowały także wczesnych Kanadyjczyków.
Klon jest powszechnie spotykanym drzewem we wschodniej Kanadzie. Istnieje także jego czerwona odmiana, której liście, gdy są dojrzałe, przyjmują głęboki bordowo-czerwony kolor. Klon miał olbrzymie znaczenie gospodarcze dla Indian. Odkryli oni, że nacięty pień klonu wydziela sok – przezroczysty płyn o lekko żółtawym odcieniu i mdłym słodkawym smaku. Sok ten, odpowiednio zagęszczony, staje się syropem klonowym. Dla Indian i dla kolonistów syrop klonowy był jedynym źródłem węglowodanów w czasie długich i srogich kanadyjskich zim. Tak więc i klon stał się symbolem przetrwania. Klonowy liść pierwszy raz jako symbol użyty został w 1834.
Oficjalnymi kolorami Kanady są biel i czerwień.
Także każda prowincja i terytorium ma swój zestaw oficjalnych symboli:
- Alberta
- Kolumbia Brytyjska
- Manitoba
- Nowy Brunszwik
- Nowa Fundlandia i Labrador
- Nowa Szkocja
- Ontario
- Quebec
- Saskatchewan
- Wyspy Księcia Edwarda
- Terytoria Północno-Zachodnie
- Terytorium Jukon
- Terytorium Nunavut